# Astrid Harzbecker
Astrid Harzbecker (* 8. Dezember 1965 in Riesa) ist eine deutsche Komponistin, Texterin und Sängerin volkstümlicher Schlager. Sie ist seit 1989 mit dem Kirchenmusiker, Komponisten und Arrangeur Hans-Jürgen Schmidt verheiratet.

## Leben
Harzbecker begann schon früh mit der Ausbildung in Gesang, Gitarre und Klavier, doch arbeitete sie nach der Schule (EOS Max-Planck) zunächst in der Stahlproduktion. Ab 1985 studierte sie moderne Tanz- und Unterhaltungsmusik an der Hochschule für Musik und Theater „Felix Mendelssohn Bartholdy“ Leipzig, wo sie als Diplom-Musikpädagogin abschloss.
1991 nahm sie mit dem von ihr selbst getexteten Lied Oh Maria, schütz die Berge beim Herbert-Roth-Festival teil. 1992 erhielt Harzbecker die Krone der Volksmusik als beste Nachwuchssängerin. Wegen ihrer charakteristischen Stimme wird sie gelegentlich auch mit der Sängerin Alexandra verglichen; sie hat Erfolgstitel von ihr (Zigeunerjunge) in ihr Repertoire aufgenommen.
1996 nahm sie mit dem von ihr selbst geschriebenen Lied Gondoliere am Vorentscheid zum Grand Prix der Volksmusik 1996 teil; im Jahr 2000 gewann sie den deutschen Vorentscheid mit dem Titel Wie eine schöne Sinfonie.
Die Sängerin gehört zu den erfolgreichsten Interpreten volkstümlicher Schlager. Sie ist häufiger Gast in verschiedenen volkstümlichen Fernseh- und Rundfunkveranstaltungen.

## Bekannte Titel
- 1991: Oh Maria, schütz die Berge
- 1992: Zigeunerjunge
- 1996: Gondoliere
- 1997: Grüßt mir die Inseln des Südens
- 1997: Denk an mich
- 2000: Liebe ohne Wenn und Aber
- 2000: Halt mich tief im Herzen fest („Barcarole“ aus Hoffmanns Erzählungen)
- 2000: Wie eine schöne Sinfonie
- 2003: Überall blühen Rosen
- 2004: Der Wind von Mykonos
- 2005: Lass den Sommer in dein Herz
- 2006: Hollywood mit Dir
- 2007: Drei weisse Perlen
- 2007: Ein Mann wie Du
- 2007: Dreamboot
- 2008: Diese bittersüße Zeit
- 2008: Jannis, lass uns tanzen
- 2008: Deine Liebe ist unsterblich

## Diskografie
- 2000: Das Beste der Volksmusik
- 2000: Amore Titanic
- 2002: Erstes Morgenrot
- 2002: Sehnsucht
- 2003: Auf der Suche nach Liebe
- 2005: Lass den Sommer in dein Herz
- 2007: Drei weiße Perlen
- 2011: Und ewig ruft die Liebe